# Wii 밸런스 보드
Wii 밸런스 보드(Wii Balance Board)는 닌텐도가 개발한  하드웨어이다. 일본에서 2007년 12월 1일에 발매했으며, 대한민국에서는 2008년 12월 6일에 발매되었으며 소비자 가격은 55,000원이다. Wii Fit, Wii Fit plus, Wii Music, 마리오와 소닉 벤쿠버 동계 올림픽, Family Ski & Snowboard 등에서 사용된다. 또한 Wii U에서도 연동이 가능하지만 Wii Fit U가 있어야 가능하다.

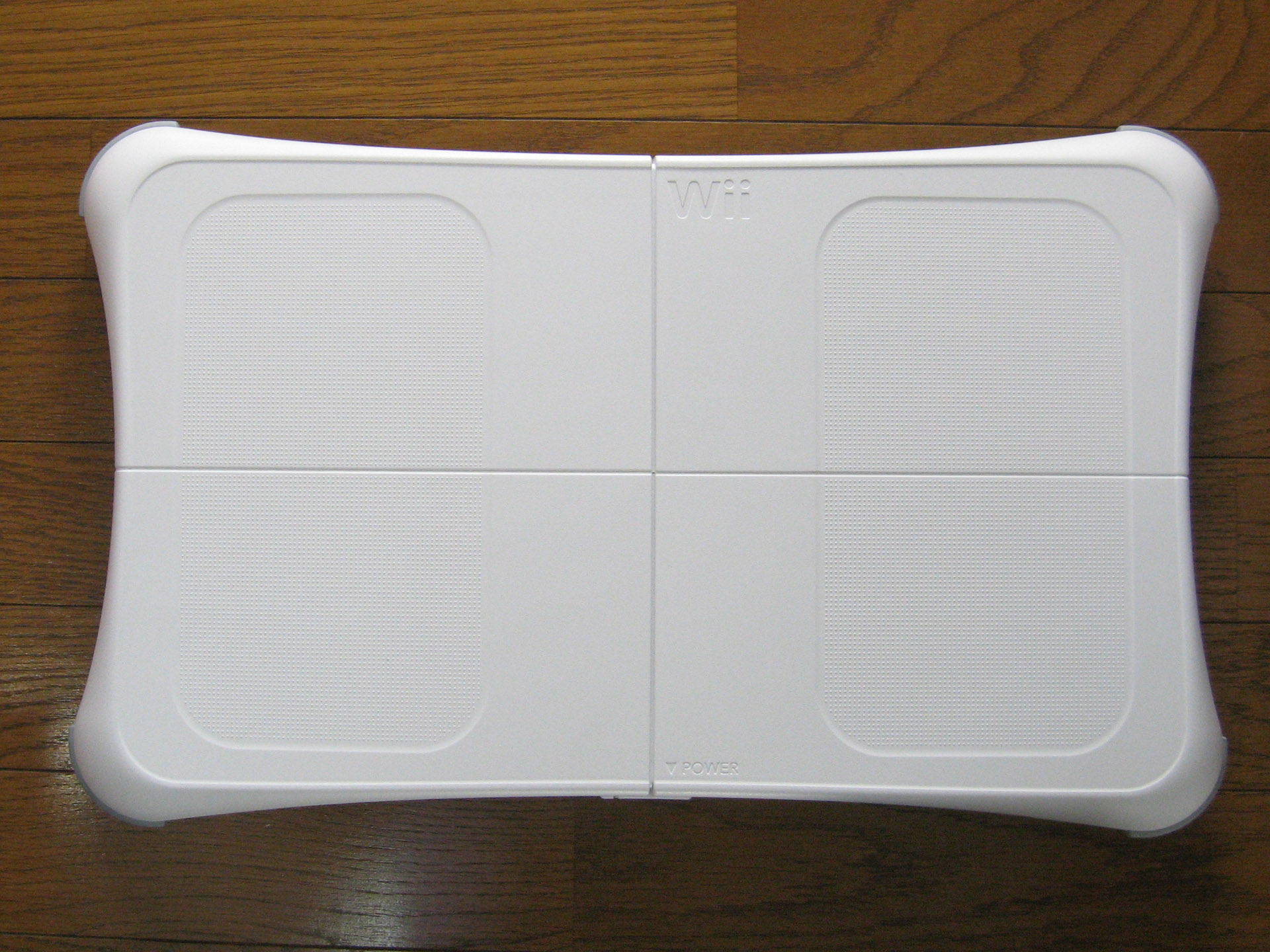
Wii 밸런스 보드 윗면

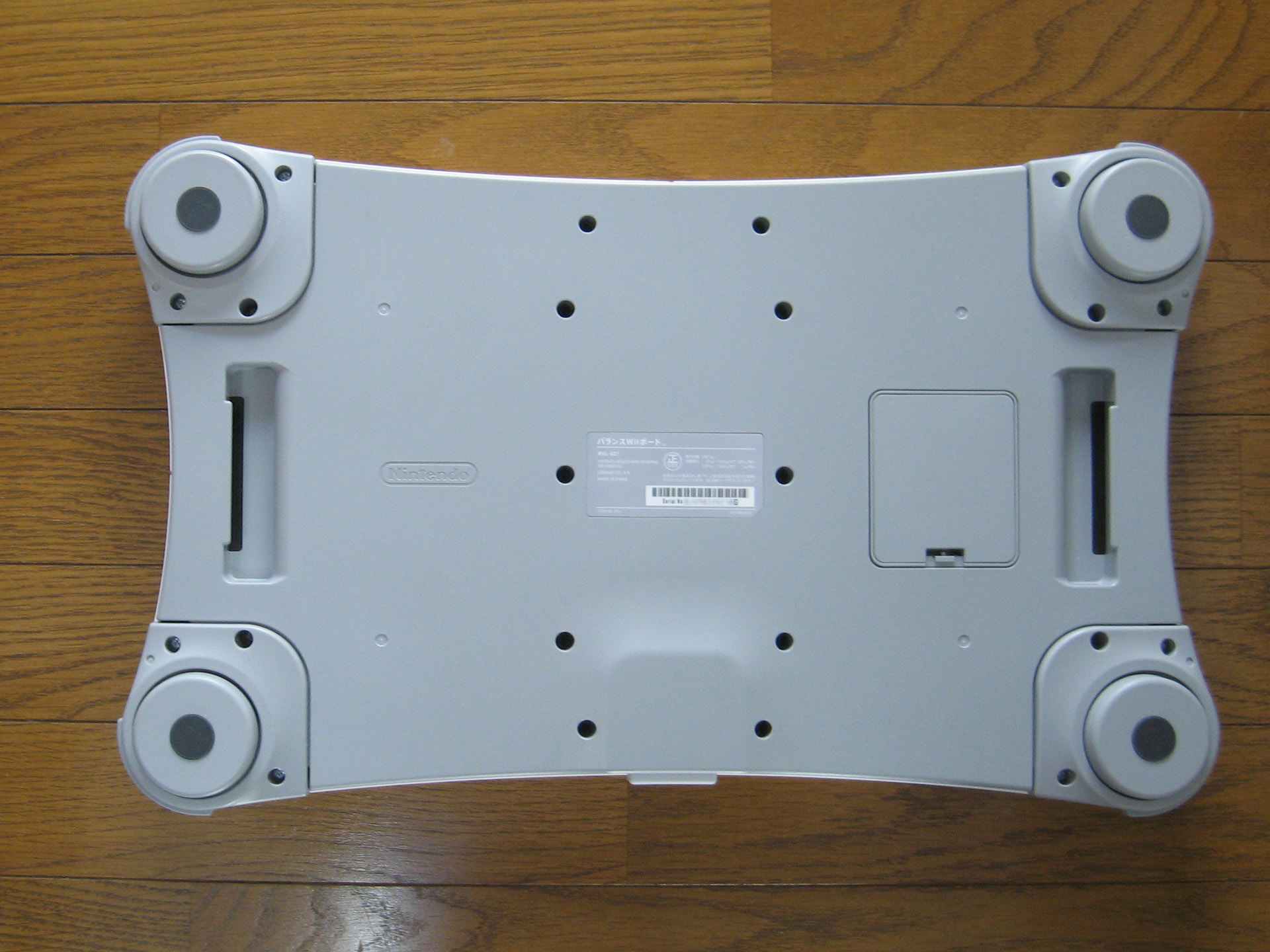
Wii 밸런스 보드 아랫면

## 디자인
Wii 밸런스 보드는 가정용 체중계 모양으로 상단은 흰색이고 하단은 밝은 회색이다. 4개의 AA 배터리를 전원으로 사용하여 약 60시간 동안 보드에 전원을 공급할 수 있다. 보드는 블루투스 기술을 사용하며 사용자의 균형 중심(압력 중심을 통해 수직으로 그려진 가상 선과 균형 보드 표면 사이의 교차점 위치)과 무게를 측정하는 데 사용되는 4개의 압력 센서를 포함한다. 게임 웹사이트 IGN이 실시한 인터뷰에서 미야모토 시게루는 밸런스 보드의 무게 측정 능력이 일반적인 욕실 체중계보다 더 정확할 것이라고 말했다.
일본 포장에는 최대 136kg(300파운드)의 사람과 최대 150kg(330파운드)의 "서부" 밸런스 보드를 지원하도록 설계되었다고 명시되어 있지만 실제로는 동일한 보드이다. 일본과 미국의 규제 차이로 인해 포장이 다르다. 보드의 센서는 최대 150kg(330파운드)까지 정확하게 측정할 수 있다. 보드의 실제 물리적 구조는 약 300kg(660파운드)에 해당하는 훨씬 더 큰 힘을 견딜 수 있다.
두 제품 간의 유사성으로 인해 Wii 밸런스 보드는 아미가 코퍼레이션이 1982년 아타리 VCS용으로 출시한 주변 장치인 조이보드(Joyboard)와 비교되었다. 조이보드의 기술은 압력 센서 대신 4개의 방향 스위치가 있는 Wii 밸런스 보드의 기술보다 덜 발전했다.
설명서에는 밸런스 보드를 단단한 표면이나 얇은 카펫에만 사용해야 한다고 나와 있다. 표면이 두껍거나 부드러울수록 보드가 제대로 작동하지 않을 수 있기 때문이다. 보드를 더 부드러운 표면에 사용할 수 있도록 풋 익스텐션 세트를 사용할 수 있다. 확장 다리는 일부 버전의 밸런스 보드에 포함되어 있지만 유럽 버전에는 포함되어 있지 않다.
밸런스 보드는 맨발로 사용해야 한다. 양말은 딱딱한 표면을 제대로 잡아주지 못하여 위험할 수 있다. 쉽게 미끄러지지 않는 밑창에 작은 고무 패드가 있는 참신한 Wii Fit 미끄럼 방지 패드가 클럽 닌텐도 회원에게 제공되었다.